# Muntura Minolta SR
La muntura Minolta SR, introduïda el 1958, està dissenyada pel seu ús amb càmeres rèflex analògiques de 35mm, com la Minolta SR-2, la primera de la sèrie.
La muntura té un diàmetre de 41mm i una distància focal de brida de 43.72mm.
La muntura SR va ser substituïda per la muntura A de Minolta, la qual va ser introduïda el 1985.

## Muntures
Al llarg de les dècades es van produir diverses millores de la muntura i, com a resultat, es va fer referència a la muntura en si amb el nom de la generació de lents corresponent (per exemple, "MC" o "MD").
Totes les lents d'aquestes muntures són compatibles amb els cossos SLR de pel·lícula de 35mm. Hi ha excepcions, com ara, les lents anteriors al 1961, les quals consten d'una palanca d'obertura lleugerament diferent i, per tant, és possible que el diafragma automàtic no funcioni correctament a les càmeres posteriors al 1961. Les pestanyes posteriors de les òptiques MC/MD poden colpejar amb el caragol de la coberta frontal de les càmeres anteriors a 1966.
Aquestes són les variants de la muntura:

### SR (Sèrie Rokkor)
La primera baioneta de Minolta va ser utilitzada entre 1958 i 1966. Les primeres lents l'obertura sempre es mantenia tal com s'ajustava manualment i les auto-rokkor el diafragma estava obert al màxim i quan es disparava es tancava al diafragma seleccionat. Es tracta de càmeres mecàniques sense mesurament TTL ni exposició automàtica.

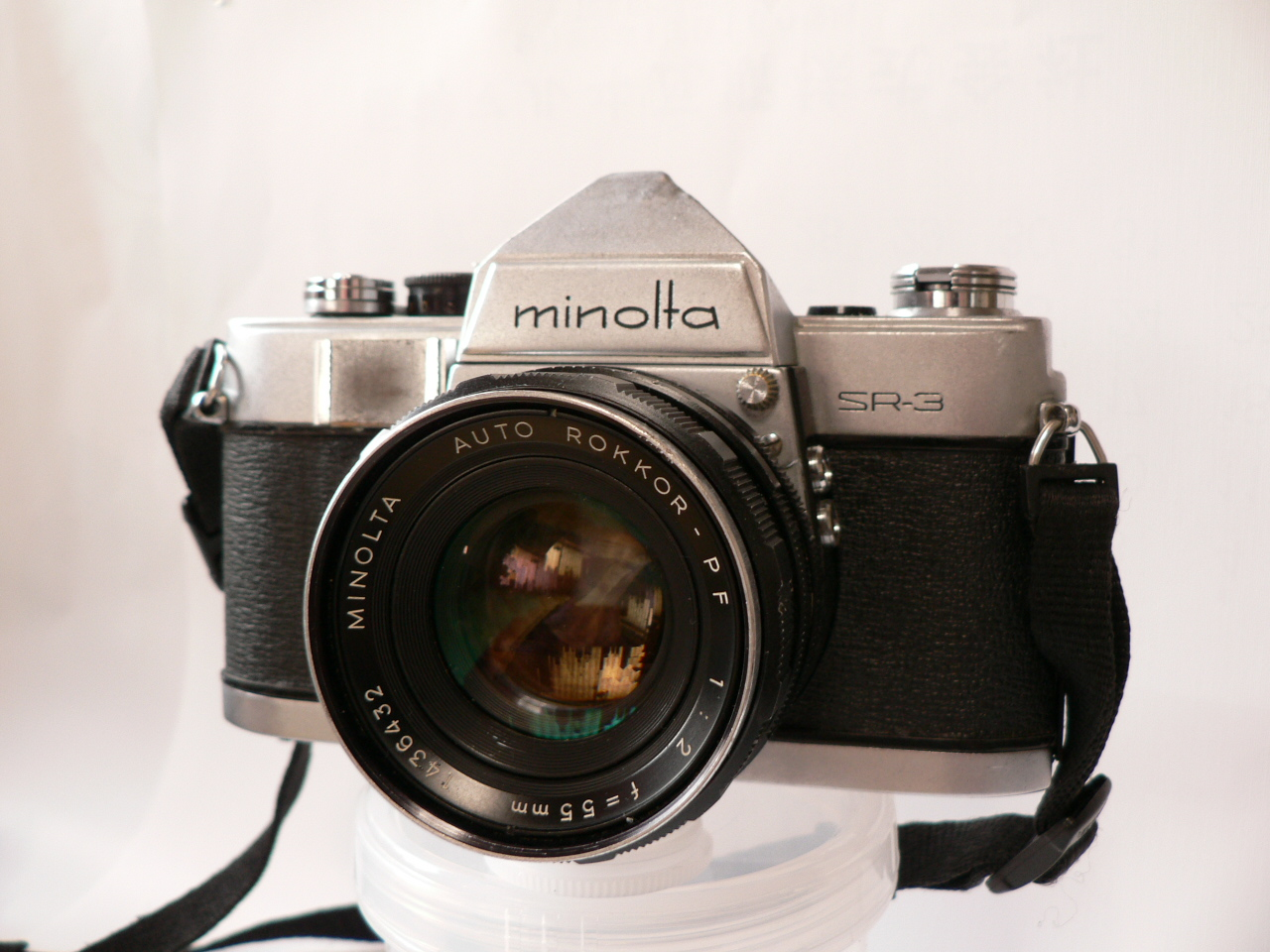
Minolta SR-3

### MC
Va ser usada entre 1966 i 1977. Aquí es va afegir un acoblament de mesurador, el qual permet la mesura TTL amb l'obertura màxima. Un punt d'acoblament que sobresurt de l'anell d'obertura fa funcionar l'agulla del visor, permetent que l'obertura de la lent es pugui ajustar segons la lectura del comptador. La càmera té dues cel·les CdS connectades a la part superior del prisma que llegeixen de manera ponderada al centre la brillantor de la pantalla d'enfocament. Les Minolta X-1 i XE, que també utilitzen les lents MC, tenen un mode d'exposició automàtica amb prioritat d'obertura.
Hi ha dos tipus de MC, el primer amb tots els anells d'enfocament metàl·lics, i el segon amb anells d'enfocament de goma i un recobriment apocromàtic millorat. Les fórmules òptiques es van mantenir sense canvis en la seva major part. La mida estàndard del filtre per a la sèrie MC és de 55mm.
La primera càmera a incorporar aquesta muntura va ser la SR-T 101.

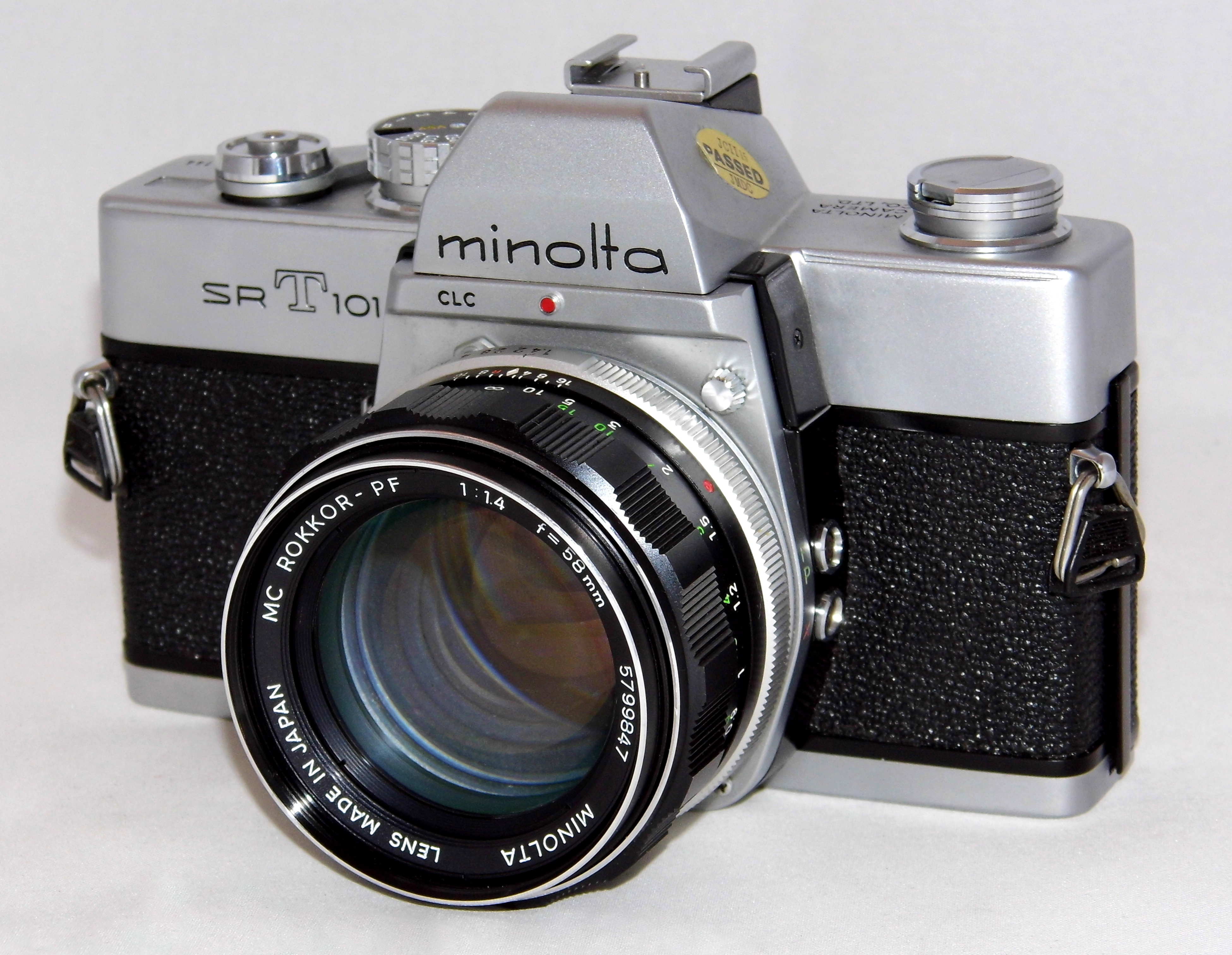
Minolta SR-T 101

### MD
Va ser usada entre 1977 i 2001. Aquí es va afegir la pestanya MD a les lents, la qual permet la lectura de l'obertura més petita disponible, per a les càmeres amb el mode de prioritat a l'obturador. L'ús correcte d'aquesta funció va fer que les lents s'haguessin d'ajustar a la seva obertura més petita.
Hi ha tres tipus de MD, les lents del primer tipus són iguals que les de la variant MC, excepte per una palanca MD a la base de la baioneta i la designació MD al davant. Les lents del segon tipus generalment són més reduïdes en pes i estan redissenyades òpticament.
Amb el tercer tipus (New MD), Minolta va introduir un interruptor de bloqueig d'obertura al barril de la lent, dissenyat per garantir que quan es disparés en mode programa, l'objectiu no canviés l'obertura mínima. També es va usar més plàstic en la construcció, es van crear nous dissenys òptics i es va deixar fora el nom de Rokkor.
La mida estàndard del filtre per a la sèrie MD és de 49mm.
La primera càmera a incorporar aquesta muntura va ser la XD-11. I la primera a incorporar la New MD va ser la X-700.

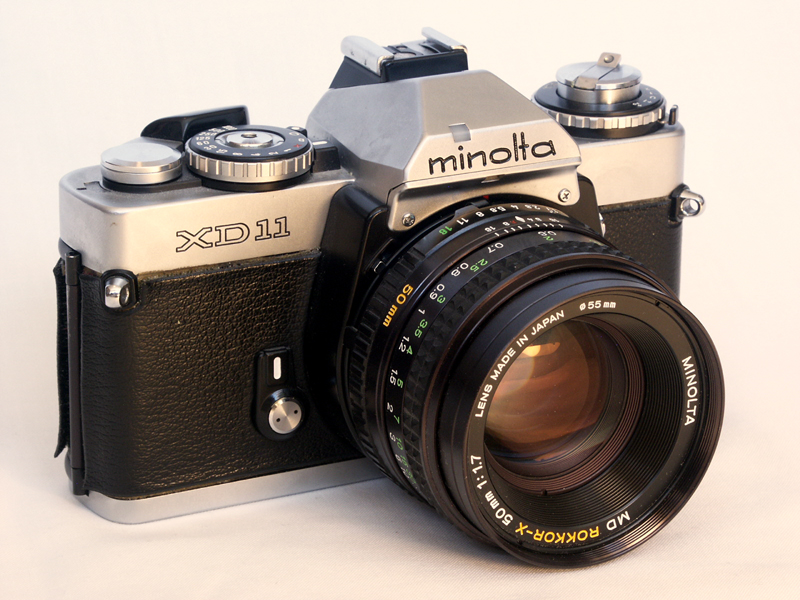
Minolta XD-11

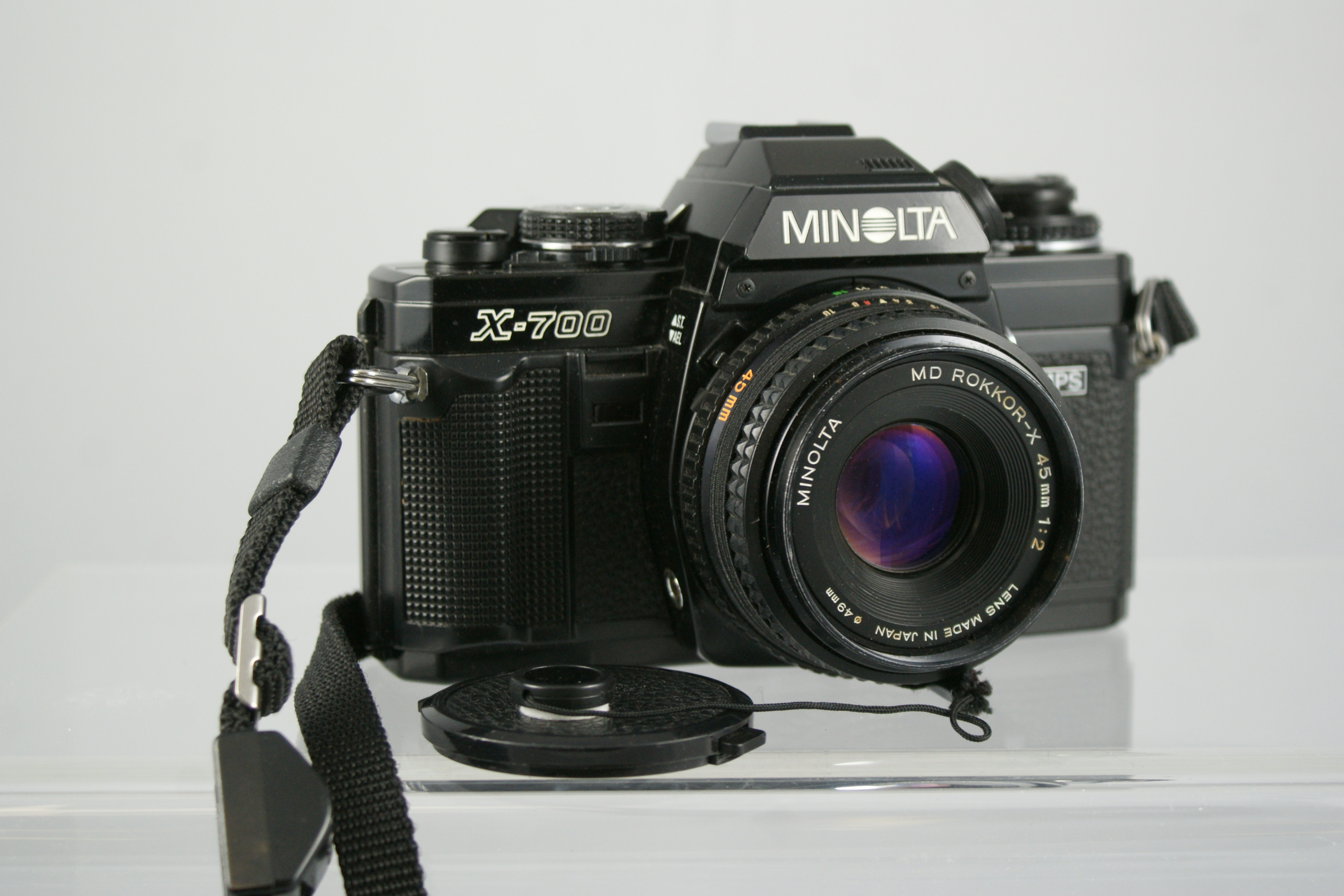
Minolta X-700

### MD X-600[6]
Va ser usada entre 1983 i 1998. Aquesta, informa de l'obertura màxima de la lent al cos de la càmera i inclou diferents sensors de confirmació d'enfocament automàtic al cos de la càmera.
Els sensors necessiten l'obertura màxima de la lent perquè el cos de la càmera pugui utilitzar els seus sensors per jutjar adequadament la precisió del focus. Hi ha una pestanya a l'interior de la lent que els identifica com a:
- f/2,8 o obertura màxima més gran de la lent, o bé
- f/3,5 o menor obertura màxima

## Esquema de noms de les càmeres amb muntura SR
Les càmeres de Minolta es divideixen en els següents tipus segons l'evolució de la muntura:

### SR
| Model        | Any  |
| ------------ | ---- |
| Minolta SR-2 | 1958 |
| Minolta SR-1 | 1959 |
| Minolta SR-3 | 1960 |
| Minolta SR-7 | 1962 |

### MC
| Model                 | Any  |
| --------------------- | ---- |
| Minolta SR-T 101      | 1966 |
| Minolta SR-1s         | 1967 |
| Minolta SRM           | 1970 |
| Minolta SR-T 100      | 1971 |
| Minolta XK            | 1972 |
| Minolta SRTMC         | 1973 |
| Minolta SRTSC         | 1973 |
| Minolta SR-T 102      | 1973 |
| Minolta XE            | 1974 |
| Minolta XE-5          | 1975 |
| Minolta SR-T 200      | 1975 |
| Minolta SR-T 201      | 1975 |
| Minolta SR-T 202      | 1975 |
| Minolta XK Motor      | 1976 |
| Minolta SR-T 201 (II) | 1977 |
| Minolta SR-T 202 (II) | 1977 |

### MD
| Model               | Any  |
| ------------------- | ---- |
| Minolta XD11        | 1977 |
| Minolta XD5         | 1977 |
| Minolta SRTMC-II    | 1977 |
| Minolta SRTSC-II    | 1977 |
| Minolta XG7         | 1977 |
| Minolta SR-T 200 II | 1977 |
| Minolta XG-SE       | 1978 |
| Minolta XG-1        | 1978 |
| Minolta XG 9        | 1979 |
| Minolta X-7         | 1980 |
| Minolta XD-S        | 1980 |

### New MD
| Model           | Any  |
| --------------- | ---- |
| Minolta X-700   | 1981 |
| Minolta XG-1(n) | 1981 |
| Minolta XG-A    | 1981 |
| Minolta XG-M    | 1981 |
| Minolta X-570   | 1983 |
| Minolta X-600   | 1983 |
| Minolta X-370   | 1984 |
| Minolta X-7A    | 1985 |
| Minolta X-370N  | 1990 |
| Minolta X-9     | 1990 |
| Minolta X-370S  | 1995 |

## Objectius
Aquesta muntura consta d'una gran varietat d'òptiques, les quals en objectius fixos van des d'un objectiu de 7.5mm fins a un 1600mm. I en objectius zoom des d'un 24-35mm fins a un 160-500mm. En el catàleg d'objectius també hi ha diversos macros i descentrables.
Les lents de Minolta fins al 1981 (quan es va deixar de posar Rokkor) porten dues lletres després de Rokkor, les quals indiquen el disseny òptic. El codi està compost per dues lletres, la primera indica el nombre de grups, i la segona el d'elements òptics. La fila superior és la primera lletra i a sota hi ha el nombre de grups al que correspon, la tercera fila és la lletra que indica el nombre d'elements:
| T | Q | P | H | S | O | N |    |    |    |
| 3 | 4 | 5 | 6 | 7 | 8 | 9 | 10 | 11 | 12 |
| C | D | E | F | G | H | I | J  | K  | L  |

D'aquesta taula es pot deduir que per exemple l'objectiu MC W.Rokkor-SI té 9 elements disposats en 7 grups.

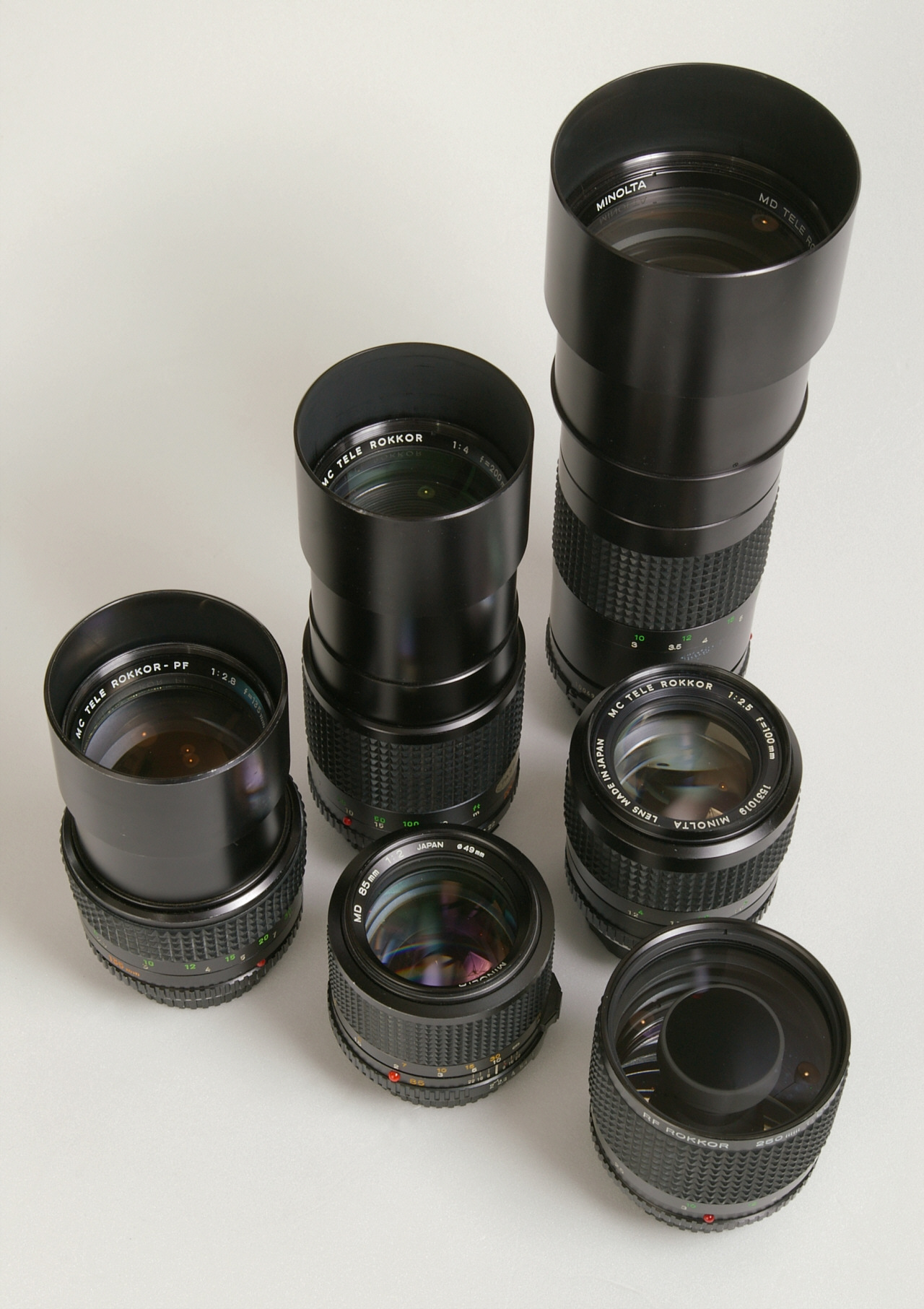
Teleobjectius de Minolta

### Extensors
El 1977 Minolta va presentar un extensor de distància focal, el 2x Teleconverter 200-L, i el 1980 en va presentar dos més, el 2x Teleconverter MD 300-S i 300-L. Aquests, multipliquen la focal de l'objectiu per 2, perdent dos passos de llum.
El 200-L esta dissenyat per utilitzar-se amb òptiques de 200mm o més, encara que es pot usar amb objectius inferiors a 85mm sempre que es tanqui el diafragma un o dos passos respecte a la màxima obertura. El 300-S està dissenyat per usar-se amb òptiques de 300mm o menys, i el 300-L, amb òptiques superiors a 300mm, encara que es pot utilitzar per objectius de fins a 85mm, ja que les lents del teleconvertidor i de l'objectiu poden tocar-se i danyar-se.

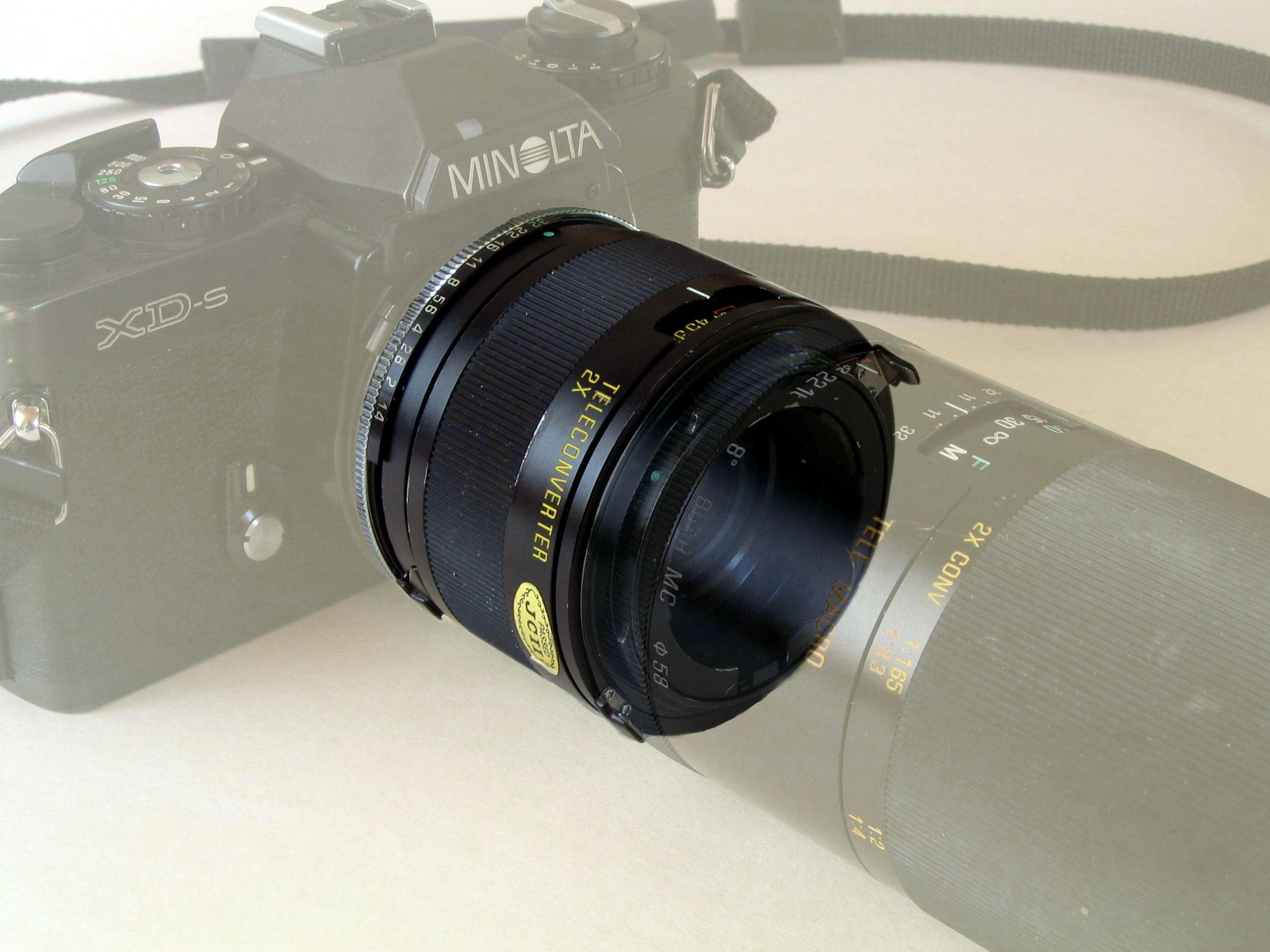
Teleconvertidor 2X de Minolta

## Adaptadors
Normalment, es poden usar adaptadors per a lents amb una distància focal de brida més gran que la de la càmera on es vulgui utilitzar. Com que Minolta va utilitzar una distància focal de brida relativament curta, de 43,5mm, és complicat adaptar les lents d'aquesta muntura a les DSLR.
En canvi, les càmeres sense mirall tenen una distància focal de brida més curta, de manera que es poden usar fàcilment adaptadors per a les lents SR.
Com que aquestes lents es van dissenyar per a una càmera de 35mm, funcionen millor amb una càmera digital de fotograma complet.